# Didier Reynders

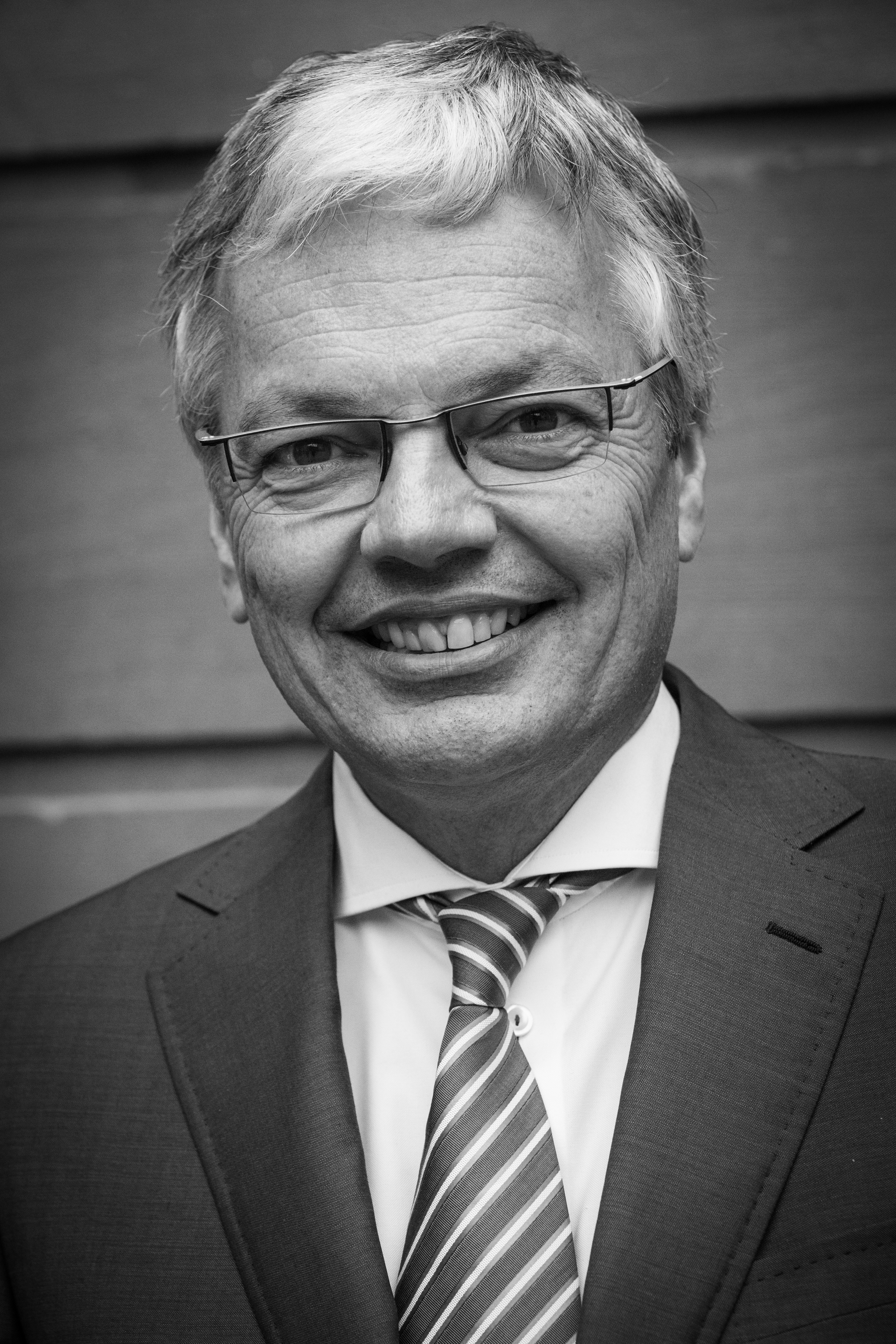
Didier Reynders (2014)

Didier Reynders (* 6. August 1958 in Lüttich) ist ein belgischer Politiker der Partei Mouvement Réformateur und war von 2004 bis 2011 deren Parteivorsitzender. Von Juni 1999 bis Dezember 2011 bekleidete er das Amt des belgischen Finanzministers. Am 6. Dezember 2011 wechselte er in der neuen Regierung Di Rupo in das Amt des Außenministers. Er behielt das Amt auch in den folgenden drei Regierungen. Vom 1. Dezember 2019 bis zum 30. November 2024 war er EU-Kommissar für Justiz und Rechtsstaatlichkeit in der Kommission von der Leyen I.

## Leben
Reynders kam als jüngstes von drei Kindern in Lüttich zur Welt. Sein Vater war als Handelsvertreter tätig und seine Mutter führte ein kleines Geschäft in Saint-Nicolas. Er besuchte das Institut Sacré Cœur in Saint-Nicolas und das Institut Saint Jean Berchmans in seiner Geburtsstadt und widmete sich anschließend dem Studium der Rechtswissenschaften an der Universität Lüttich, das er 1981 mit dem Lizenziat abschloss.
Anschließend war Reynders bis 1985 als Rechtsanwalt tätig. Von 1986 bis 1991 war er Präsident der Belgischen Staatsbahn, von 1991 bis 1993 Präsident der Société Nationale des Voies aériennes und von 1992 bis 1999 Präsident des Verwaltungsrates bei der SEFB Record Bank.
1985 übernahm Reynders seinen ersten politischen Posten als Generaldirektor der Abteilung für Gemeindebehörden des Landesministers für die Region Wallonien. Von 1987 bis 1988 war er Kabinettschef des belgischen Justizministers Jean Gol und wurde 1988 für die Parti Réformateur Libéral (PRL) in das Lütticher Kommunalparlament gewählt. 1992 übernahm Reynders den Vorsitz der PRL und zog als Abgeordneter in die Belgische Abgeordnetenkammer ein. 1995 wurde Reynders sowohl zum Fraktionsvorsitzenden seiner Partei im Lütticher Kommunalparlament als auch in der Belgischen Abgeordnetenkammer ernannt und übernahm das Amt des Präsidenten der PRL sowohl auf der Ebene der Fédération provinciale als auch des Bezirks Lüttich.
Nach den Wahlen 1999 konnte die PRL in der Regierung Verhofstadt I drei Minister stellen und Reynders wurde am 12. Juli 1999 von König Albert II. als belgischer Finanzminister vereidigt. Diesen Posten hatte er auch in der Regierung Verhofstadt II ab 2003 inne, wobei sein Ressort im Juli 2004 um die Zuständigkeit für Institutionelle Reformen erweitert wurde. Als der damalige Außenminister Louis Michel im Juli 2004 aus der Regierung ausschied und das Amt des Kommissars für Entwicklung und Humanitäre Hilfe in der Kommission Barroso I übernahm, fiel das Amt des Vize-Premierministers an Reynders. Er gehörte damit zu den wichtigsten politischen Persönlichkeiten des Landes.
Im Oktober 2004 übernahm Reynders den Parteivorsitz des Mouvement Réformateur, in dem die PRL aufgegangen war. Auf föderaler Ebene war er auch in der Regierung Verhofstadt III vom 21. Dezember 2007 bis zum 20. März 2008 als Minister für Finanzen und Institutionelle Reformen tätig. Nach dem Rücktritt der Regierung wurde er von König Albert II. mit Sondierungsgesprächen für eine mögliche neue Regierung beauftragt und übernahm auch in der neugebildeten Regierung Leterme I vom 20. März 2008 bis zum 19. Dezember 2008 das Amt des stellvertretenden Premierministers, Finanzministers und Ministers für Institutionelle Reformen. Diese Befugnisse behielt Reynders zunächst in der Regierung Van Rompuy und vom 25. November 2009 bis zum 6. Dezember 2011 in der Regierung Leterme II. In der neuen Regierung Di Rupo war er neben seiner Funktion als Vizepremierminister Minister für auswärtige Angelegenheiten, für den Außenhandel und Europäische Angelegenheiten. Nach dem Ausscheiden der Nieuw-Vlaamse Alliantie aus der Regierung Michel I und dem damit verbundenen Rücktritt von Verteidigungsminister Sander Loones übernahm Reynders auch das Amt des Verteidigungsministers.
Reynders ist seit 2005 Schatzmeister der Liberalen Internationalen. Zudem ist er Lehrbeauftragter an der Hautes Ecoles commerciales de Liège und Gastprofessor an der Université catholique de Louvain.
Am 1. Dezember 2019 übernahm er in der Kommission von der Leyen I das Amt des Kommissars für Justiz und Rechtsstaatlichkeit. Sein Nachfolger als Außen- und Verteidigungsminister wurde Philippe Goffin. Er amtierte bis zum 30. November 2024.
2024 kandidierte er zum zweiten Mal für das Amt des Generalsekretärs des Europarates. Er unterlag jedoch Alain Berset.

## Geldwäscheermittlungen
Direkt nach Ende seiner Amtszeit als Kommissar für Justiz, Grundrechte und Bürgerschaft wurde bekannt, dass bereits seit 2023 Ermittlungen der Brüsseler Staatsanwalt wegen Geldwäsche gegen ihn liefen. Am 2. Dezember 2024 kam es zur Durchsuchung seines Hauses und zu seiner Vernehmung. Da sich die Ermittlungen auf Zeiträume beziehen, in denen Reynders belgischer Minister bzw. EU-Kommissar war, genießt er selbst Immunität, was Inhaftierungen vorerst ausschließt. Die belgische Nationallotterie selbst hatte Meldung in Bezug auf etwaige verdächtige Transaktionen gemacht und mitgeteilt, dass Reynders in den letzten 5 Jahren als einziger Kunde wegen "auffälligen Verhaltens" den Behörden gemeldet wurde.

## Orden
- 2000: Kommandeur des Leopoldsordens
- 2014: Großoffizier des Leopoldsordens
- 2014: Großes Verdienstkreuz mit Stern und Schulterband des Verdienstordens der Bundesrepublik Deutschland
- 2016: Rittergroßkreuz des Ordens von Oranien-Nassau

## Übersicht der politischen Ämter
- seit 1988: Mitglied des Gemeinderates in Lüttich
- 1991 – 1992: Mitglied des Provinzialrates der Provinz Lüttich
- 1992 – heute: Mitglied der Abgeordnetenkammer (teilweise verhindert)
- 1995 – 1999: Fraktionsvorsitzender der PRL-FDF in der Abgeordnetenkammer
- 1999 – 2003: Minister für Finanzen in den Regierungen Verhofstadt I und Verhofstadt II
- 2004 – 2007: Vizepremierminister, Minister für Finanzen in der Regierung Verhofstadt II (nach Umbesetzung)
- 2007 – 2011: Vizepremierminister, Minister für Finanzen und institutionelle Reformen in den Regierungen Verhofstadt III, Leterme I, Van Rompuy und Leterme II
- 2011 – 2014: Vizepremierminister, Minister für auswärtige Angelegenheiten, für den Außenhandel und Europäische Angelegenheiten in der Regierung Di Rupo
- 2014 – 2019: Vizepremierminister, Minister für auswärtige und europäische Angelegenheiten mit Beliris und den föderalen Kulturinstitutionen beauftragt
- seit 2019: Kommissar für Justiz und Rechtsstaatlichkeit in der Europäischen Kommission

## Veröffentlichungen (Auswahl)
- Tax policy priorities under the Belgian Presidency of the European Union during the second half of 2001. In: EC Tax Review. Bd. 10, Nr. 3, 2001, ISSN 0928-2750, S. 145.
- La présidence belge de l'Eurogroupe: vers un renforcement de la coordination économique. In: Reflets & perspectives de la vie économique. Bd. 40, 2001, ISSN 0034-2971, S. 139.
- Economic Governance within a larger EMU. In: Studia diplomatica. Bd. 56, Nr. 4, 2003, ISSN 0770-2965, S. 57.